# Tramwaje w Czechach
Tramwaje w Czechach – systemy komunikacji tramwajowej działające w Czechach.
Według stanu z kwietnia 2020 roku w Czechach istnieje 7 systemów tramwajowych – wszystkie są normalnotorowe (1435 mm), jedyny wyjątek stanowi wąskotorowa linia tramwajowa Liberec – Jablonec nad Nysą.

## Charakterystyka
Najmłodsza sieć tramwajowa znajduje się w Moście i Litvínovie, natomiast najstarsza w Ostrawie. Największa sieć położona jest w Pradze, z kolei najmniejsza w Ołomuńcu. Większość systemów znajduje się na północnym zachodzie kraju. W czasie istnienia Czechosłowacji zlikwidowano wąskotorowe systemy tramwajowe w Boguminie (rozstaw 760 mm), Cieplicach, Cieszynie, Czeskich Budziejowicach, Igławie, Jabloncu nad Nysą (oprócz linii do Liberca), Mariańskich Łaźniach, Opawie i Uściu nad Łabą. Ponadto przed II wojną światową istniały plany budowy sieci w Hradcu Králové.

## Systemy
| Miasto lub obszar    | Operator                                          | Rozstaw | Długość sieci | Data     | Data           | Data        | Artykuł                            |
| Miasto lub obszar    | Operator                                          | Rozstaw | Długość sieci | otwarcia | elektryfikacji | likwidacji  | Artykuł                            |
| -------------------- | ------------------------------------------------- | ------- | ------------- | -------- | -------------- | ----------- | ---------------------------------- |
| Bogumin              | Dopravní podniky města Ostravy                    | 760 mm  | 4,4 km        | 1902     | 1916           | 1973        | Tramwaje w Boguminie               |
| Brno                 | Dopravní podnik města Brna                        | 1435 mm | 70,2 km       | 1869     | 1900           | funkcjonuje | Tramwaje w Brnie                   |
| Cieplice             |                                                   | 1000 mm |               | 1895     | 1895           | 1959        | Tramwaje w Cieplicach              |
| Cieszyn              |                                                   | 1000 mm | 2,4 km        | 1911     | 1911           | 1921        | Tramwaje w Cieszynie               |
| Czeskie Budziejowice |                                                   | 1000 mm | 6,4 km        | 1909     | 1909           | 1950        | Tramwaje w Czeskich Budziejowicach |
| Igława               |                                                   | 1000 mm | 2,7 km        | 1909     | 1909           | 1948        | Tramwaje w Igławie                 |
| Jablonec nad Nysą    |                                                   | 1435 mm |               | 1900     | 1900           | 1965        | Tramwaje w Jabloncu nad Nysą       |
| Liberec              | Dopravní podnik měst Liberce a Jablonce nad Nisou | 1435 mm | 21,5 km       | 1897     | 1897           | funkcjonuje | Tramwaje w Libercu                 |
| Mariańskie Łaźnie    |                                                   | 1000 mm | 3,51 km       | 1902     | 1902           | 1952        | Tramwaje w Mariańskich Łaźniach    |
| Most / Litvínov      | Dopravní podnik měst Mostu a Litvínova            | 1435 mm | 18,5 km       | 1901     | 1901           | funkcjonuje | Tramwaje w Moście i Litvínovie     |
| Ołomuniec            | Dopravní podnik města Olomouce                    | 1435 mm | 15 km         | 1899     | 1899           | funkcjonuje | Tramwaje w Ołomuńcu                |
| Opawa                |                                                   | 1000 mm |               | 1905     | 1905           | 1956        | Tramwaje w Opawie                  |
| Ostrawa              | Dopravní podnik Ostrava                           | 1435 mm | 62,7 km       | 1894     | 1901           | funkcjonuje | Tramwaje w Ostrawie                |
| Pilzno               | Plzeňské městské dopravní podniky                 | 1435 mm | 22 km         | 1899     | 1899           | funkcjonuje | Tramwaje w Pilźnie                 |
| Praga                | Dopravní podnik hlavního města Prahy              | 1435 mm | 62,7 km       | 1875     | 1891           | funkcjonuje | Tramwaje w Pradze                  |
| Uście nad Łabą       |                                                   | 1000 mm | 46,7 km       | 1899     | 1899           | 1970        | Tramwaje w Uściu nad Łabą          |